# Robert Leiber

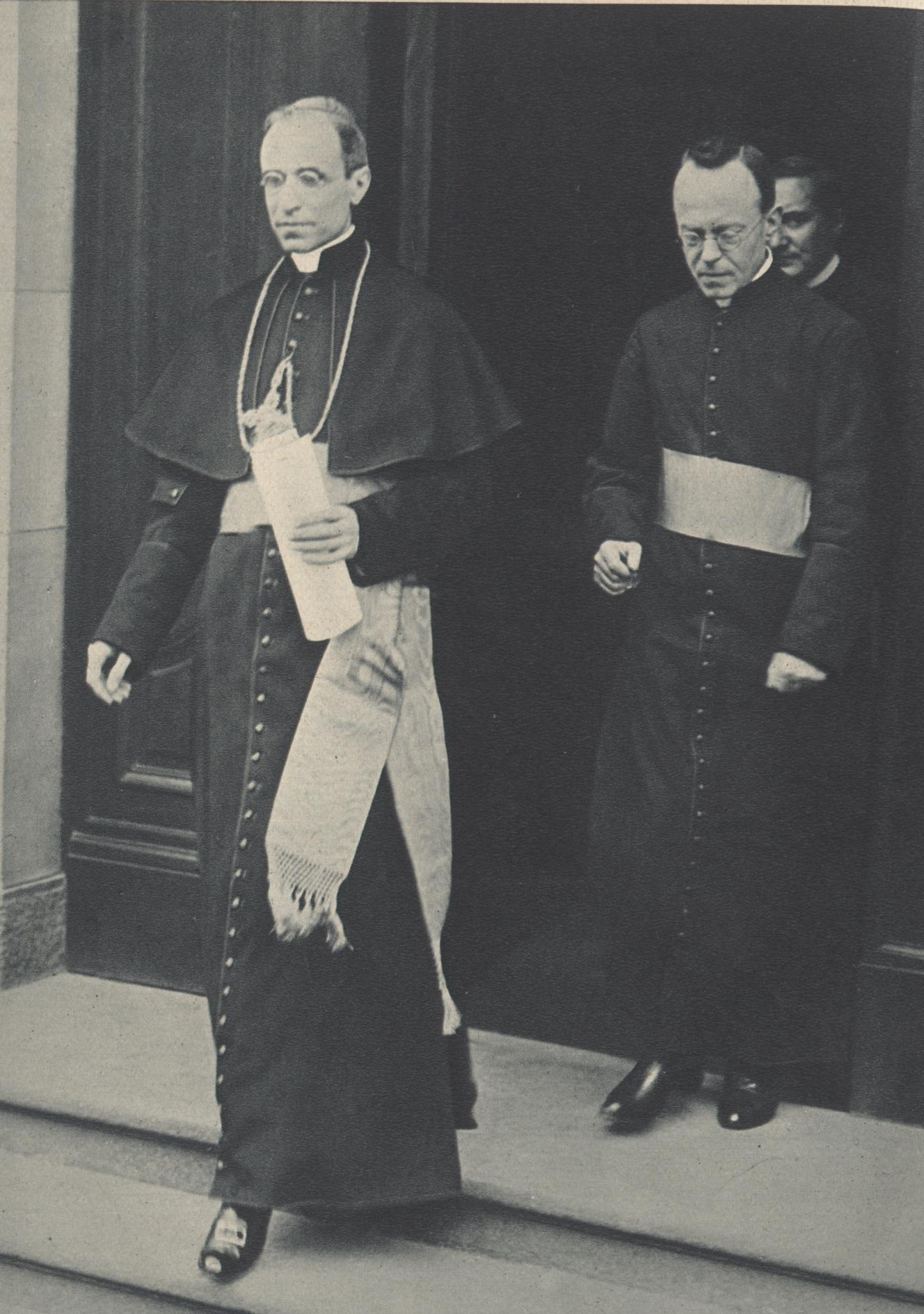
Nuntius Eugenio Pacelli und Pater Robert Leiber (rechts hinter ihm), nach Abschluss des Preußischen Konkordats, 1929

Robert Leiber SJ (* 10. April 1887 in Oberhomberg; † 18. Februar 1967 in Rom) war ein deutscher Professor an der Päpstlichen Universität Gregoriana und persönlicher Mitarbeiter, später Privatsekretär von Eugenio Pacelli (Papst Pius XII.), in den Jahren 1924–1958. Überdies betätigte er sich als vatikanischer Geheimdiplomat zur Unterstützung des deutschen Widerstands gegen den Nationalsozialismus.

## Leben und Wirken
Robert Leiber, geboren im badischen Oberhomberg (heute Gemeinde Deggenhausertal), trat in den Jesuitenorden ein und wurde Priester. Historisch interessiert, unterstützte er Ludwig Pastor bei der Abfassung seiner mehrbändigen Papstgeschichte.
Seit 1924 war Pater Leiber persönlicher Mitarbeiter von Nuntius Eugenio Pacelli in München und Berlin. Bei dessen Berufung an die römische Kurie begleitete er ihn ebenfalls dorthin. Ab 1930 wirkte Robert Leiber als Professor für Kirchengeschichte an der Gregoriana in Rom, wo er bis zu seinem Lebensende arbeitete und wohnte. Nach der Papstwahl 1939 gehörte Pater Leiber als Privatsekretär zum engsten persönlichen Umfeld von Papst Pius XII. und unterstützte ihn bei der Abfassung seiner Ansprachen zu den verschiedensten Themen. Ein Angebot von Papst Johannes XXIII., für ihn weiter zu arbeiten, lehnte er aus Gesundheitsgründen ab und verwies auf seinen Mitbruder Augustin Bea. Leiber litt unter periodischen Asthmaanfällen, die ihn schwächten. Er starb in Rom 1967. Robert Leiber hatte einen feinen Sinn für Humor; eines seiner Lieblingszitate war:
Ich beglückwünsche Sie, dass Sie sich sonnen dürfen, im Schatten des Heiligen Stuhles.

## Geheimdiplomat
In der Zeit des Zweiten Weltkrieges liefen die überaus gefährlichen Kontakte von Teilen des deutschen Widerstandes zu England, über den Bayern Joseph Müller, genannt „Ochsensepp“, der wiederum Professor Robert Leiber in Rom aufsuchte. In dessen Privaträumen an der Gregoriana – Piazza della Pilotta 4 – fanden stets die konspirativen Gespräche statt. Nach einem Bericht im Spiegelmagazin Nr. 20 von 1969, gingen Müller und Leiber dabei immer höchst vorsichtig zu Werke. Sobald Müller in Rom ankam, habe er sich telefonisch, ohne Namensnennung, mit: „Ich bin da“ gemeldet, worauf Leiber lediglich die Uhrzeit des Treffens zur Antwort gab. Von Pater Leiber aus führte der Kontakt direkt zum Papst und über ihn zu dem britischen Botschafter beim Heiligen Stuhl, Sir Francis d’Arcy Osborne.

### Kenntnis des Vatikans über die Vernichtungslager
Am 14. Dezember 1942 benachrichtigte ihn der deutsche Jesuit Lothar König, dass in „Rawa Russka“ [eine vom Vernichtungslager Belzec 22 km entfernte Kleinstadt] „mit seinem SS-Hochofen“ täglich bis zu 6000 Polen und Juden ermordet werden, und bekräftigte in dem Schreiben auch einen anderen (bisher, 2023, im Archiv des Vatikans nicht aufgefundenen) Bericht auch über das Vernichtungslager Auschwitz.

## Ehrungen
- 1960: Großes Verdienstkreuz der Bundesrepublik Deutschland
- 1962: Bayerischer Verdienstorden